# メクロサイクリン
メクロサイクリン（英：Meclocycline（INN））は、テトラサイクリン系抗生物質である 。 水に溶けきらず、全身投与すると肝臓や腎臓に障害を起こす可能性があるため、局所投与（皮膚感染など）に用いられる。
医療用としての生産は中止されている。米国では以前、ファイザー社からMeclanの商品名で販売されていた。